# Charlotte von Kirschbaum
Charlotte von Kirschbaum (Ingolstadt, 25 de juny de 1899 – Riehen, 24 de juliol de 1975) va ser una teòloga alemanya i deixebla de Karl Barth.

## Biografia
Charlotte von Kirschbaum era filla única del General Maximilian von Kirschbaum i la seva esposa, de soltera baronessa von Bruck. El seu pare va reconèixer primerencament el talent de Charlotte, però la pobresa que van viure durant la Primera Guerra Mundial, va produir una seriosa deterioració de la salut de Charlotte. Això es va agreujar amb la mort sobtada del seu pare en la Primera Guerra Mundial.
Va iniciar estudis a l'Escola d'Infermeria de Múnic, on el pastor Georg Merz va descobrir l'interès de la jove infermera en la teologia.
Després de guiar-la a l'església Luterana, Merz la va incloure en el cercle intel·lectual que havia reunit al seu al voltant en Múnic, que incloïa a Thomas Mann. També va ser Merz, qui en aquells dies era editor de Zwischen den Zeiten i padrí d'un dels fills de Barth, el que va portar a amb ell, el 1924, a sentir una conferència de Barth, i qui la hi va presentar. Barth els va convidar als dos a visitar el seu retir d'estiu, el Bergli, a les muntanyes amb vista al llac de Zuric.
Merz i von Kirschbaum van ser a Bergli aquest estiu i van tornar al següent, i Von Kirschbaum va causar tan bona impressió que va ser atreta al cercle d'amics teològics que passaven els estius en el xalet. El pastor Eduard Thurneysen es interesaró a continuar la seva educació. Ruedi Pestalozzi, home de negocis adinerat, li va pagar per rebre capacitació secretarial, i després es va convertir en assistent social en Siemans, una gran empresa d'electrònica en Nuremberg.
A l'octubre de 1925, Barth va canviar de professor universitari de Göttingen a Münster. La seva esposa i la seva família es van quedar enrere fins a trobar una residència adequada. Al febrer de 1926, von Kirschbaum va visitar Barth durant un mes en Münster, poc abans que la seva família s'unís a ell, mentre encara vivia només. Barth tenia 39 anys, havia estat casat amb Nelly (llavors tenia 32 anys) durant gairebé 13 anys i tenia cinc fills petits; i no era un matrimoni particularment feliç. correcció, i que des d'aquest moment es va comprometre a fer tot el possible per avançar el seu treball teològic.
Barth va passar un any sabàtic en el Bergli en l'estiu de 1929, amb von Kirschbaum al seu costat com el seu ajudant, i després de l'estiu tots dos es van unir a la resta de la família per viure tots junts fins a 1964.
Charlotte von Kirschbaum va ser indispensable per al desenvolupament del treball de Barth.
Charlotte va emmalaltir d'alzheimer i va ser ingressa en un hospital on va morir l'any 1975.
Després de la seva mort va ser enterrada, el 28 de juliol de 1975, en el cementiri Hörnli de Basilea, al costat de Barth, tal com aquest desitjava.